# Gerrit Herman Woltersom
Gerrit Herman Woltersom (Coevorden, 27 juli 1810 - 3 september 1886) was burgemeester van Coevorden van 1856 tot 1886. Zijn vader Jan Woltersom en grootvader Gerrit Woltersom waren beide wethouder van de gemeente Coevorden.